# Утака
Утака (англ. Utaka) — общее название для большой группы африканских цихлид из озера Малави, обитающих в открытой воде, в отличие от группы Мбуна, обитающих на дне и среди груд камней.
Цихлиды группы Утака, как правило, окрашены нейтрально — в основном в серый цвет — пока они не достигнут половозрелости, в отличие от цихлид группы Мбуна, которые от рождения имеют яркую окраску. Это связано с более высокой уязвимостью для хищников в связи с обитанием в открытой воде. Они обладают высоким половым диморфизмом: самки, как правило, остаются с неяркой окраской, в то время как самцы часто становятся невероятно красочными, поэтому их иногда называют «цихлида-павлин»
Многие цихлиды группы «Утака» являются обитателями любительских аквариумов.